# Monnina tatei
Monnina tatei är en jungfrulinsväxtart som beskrevs av Ramón Alejandro Ferreyra. Monnina tatei ingår i släktet Monnina och familjen jungfrulinsväxter. Inga underarter finns listade i Catalogue of Life.